# Le Fuilet
Le Fuilet är en kommun i departementet Maine-et-Loire i regionen Pays de la Loire i nordvästra Frankrike. Kommunen ligger i kantonen Montrevault som tillhör arrondissementet Cholet. År 2018 hade Le Fuilet 1 907 invånare.

## Befolkningsutveckling
Antalet invånare i kommunen Le Fuilet
| Referens: INSEE |